# 97-es típusú közepes harckocsi
A 97-es típusú harckocsi (九七式中戦車 チハ; Kjúnana-siki csú-szensa csi-ha; közismertebb nevén Type 97 Chi-Ha) közepes harckocsi. Az 1930-as években fejlesztette ki a Japán Birodalom. 
1938 és 1944 között összesen közel 2000 darabot gyártottak belőle, és a 95-ös típusú harckocsival együtt alkották a Japán Birodalom páncélos hadtestének a gerincét.

## Története
A Japán Birodalmi Hadsereg megbízására kezdődött meg a kifejlesztése, a szolgálatba állása után igen gyorsan elavult 89-es típusú harckocsi lecserélésére, mint a fő, gyalogságot támogató harckocsi, mivel a mandzsúriai invázió során szerzett tapasztalatok alapján túl lassúnak bizonyult, hogy lépést tudjon tartani a motorizált gyalogsággal.
A harckocsi tervezése 1935-ben kezdődött meg, részben a 47 milliméteres ágyúval felszerelt brit A6-os tank elkészültének hírére. A tervezési célok egyike volt, hogy lépést tudjanak tartani a 95-ös típusú könnyű harckocsival. Emiatt, továbbá a költségek minimalizálása miatt is, a páncélzat viszonylag vékony kellett, hogy maradjon.
Az első két prototípust a tokiói Mitsubishi Heavy Industries gyár „Chi-Ha” és az Oszakai fegyvergyár készítette el „Chi-Ni” megnevezéssel. A kettő közötti különbség a motor, annak teljesítménye és ezekből adódóan a páncélosok súlya volt, valamint az oszakai modell négy helyett háromfős legénységgel rendelkezhetett. A Mitsubishi gyártotta modell nehezebb, jobban páncélozott és gyorsabb is volt, ezért végül ezt rendszeresítették a hadseregben.

## Tervezése
A Japán Birodalmi Hadsereg megrendelésére, a cél egy, 47, 57, 75 vagy 77 milliméteres ágyúval felszerelt, az európai harckocsikkal szemben is helyt álló, a 89-es típusú harckocsinál mozgékonyabb közepes harckocsi megtervezése volt. A főparancsnokság és a műszaki osztály közötti viták eredményeként a Mitsubishi „Chi-Ha”, és az Oszakai fegyvergyár „Chi-Ni” névre keresztelt prototípusait 1937-ben tesztelték.

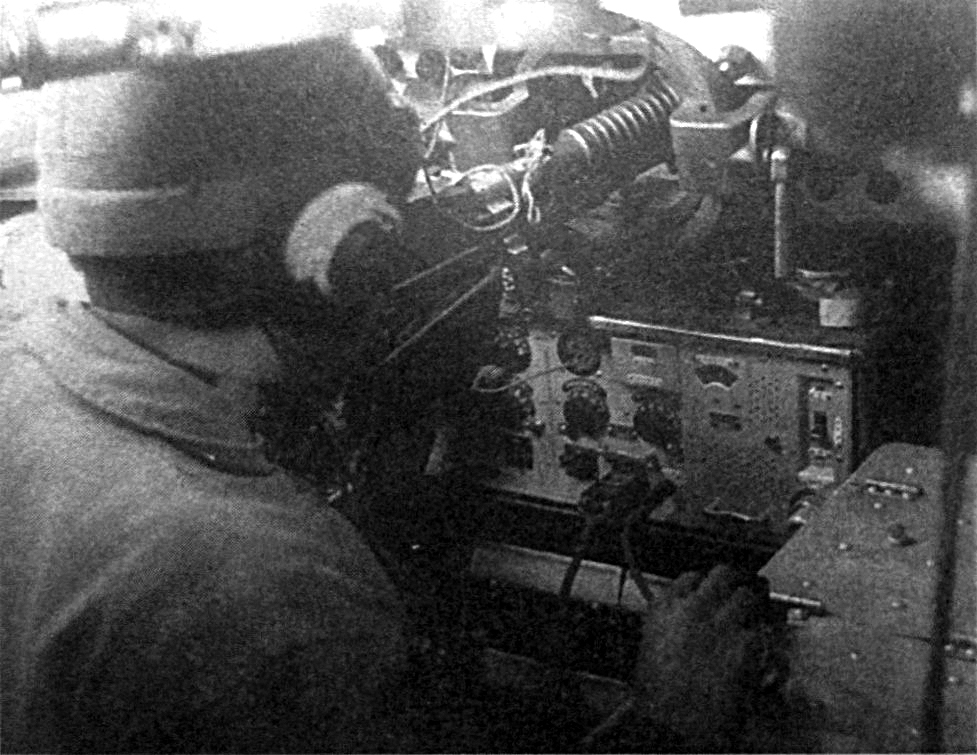
Japán Birodalmi Hadsereg Type 97 Chi-Ha tank rádió kezelő és jármű rádió szett Type 96 Mark 4 Bo

Az Oszakai fegyvergyár által készített változat mindössze 9,8 tonnát nyomott. Hajtóműve egy hathengeres, léghűtéses dízelmotor volt, ami 135 lóerő leadására volt képes. Ez körülbelül 30 kilométer per órás végsebességet jelentett burkolt útfelületen, ami aligha jelentett javulást, az előző generációs tankhoz képest. Fő fegyverzete a Type 90-es, egy 57 milliméteres átmérőjű, rövid csövű löveg volt, valamint rendelkezett még egy Type 91-es, 6,5 milliméteres gépfegyverrel is. A háromfős legénységből a tankparancsnok ült volna az egyszemélyes toronyban, ahol a töltő és a lövész feladatait is neki kellett volna ellátni. A vezető a japán bal oldali közlekedés ellenére a jobb oldalon, tőle balra pedig a géppuskás helyezkedett el.
A Mitsubishi gyár modell súlya 15 tonna volt és egy 12 hengeres, szintén léghűtéses dízelmotorral volt szerelve, ami a harckocsi végsebességét 38 kilométer per órára emelte. Mindezek ellenére a parancsnokság eleinte túl drágának találta ezt a dizájnt, és egészen a Második kínai-japán háború kitöréséig az oszakai gyár modellje mellett lobbizott. A konfliktus elején azonban hamar kiderült, hogy a Mitsubishi gyár változata gyakorlatban sokkal jobban használható az ágyút utántöltő további legénységi tagnak, valamint az erősebb motornak köszönhetően.
A 21,7 liter hengerűrtartalmú 12 hengeres, 170 lóerős Mitsubishi motor egy öt fokozattal (4 előre, 1 hátra) rendelkező váltóval volt párosítva. A váltó a tank elejében kapott helyet, ahonnan egy kardántengelyen keresztül továbbítja az erőt a futóműnek. 
A lánchajtó kerekek elől kaptak helyet. A láncot 3 vezető görgő tartotta a helyén. A tank egy-egy oldalára hat darab gumibetétes futógörgő volt felszerelve, melyek párosával független szögemelő típusú felfüggesztést kaptak. A kormányzás tárcsafék rendszerű volt.

## Harci alkalmazása

### A Szovjetunió ellen
Mandzsúria megszállása után Japán és a Szovjetunió között gyakoriak voltak a határkonfliktusok. A Nomonhan incidens során, ugyan kis számban, de harcot láttak a tankok, aminek során kiderült, hogy a japánok rövid ágyúcsővel szerelt harckocsijaik csak nagyon rövid távolságról voltak képesek átütni a szovjet páncélon.

### A kínai polgárháborúban
A második világháború végén, miután Japán kapitulált, sok 97-es típusú Chi-Ha Kai maradt hátra Mandzsúriában. Ezek az északi területek a háború végére a kommunista fennhatóság alá kerültek, és az itt maradt páncélosokat felhasználták a nacionalisták ellen. Ezeket a tankokat kungcs'en (功臣號, pinyin: gōngchénhào) tankoknak hívták.

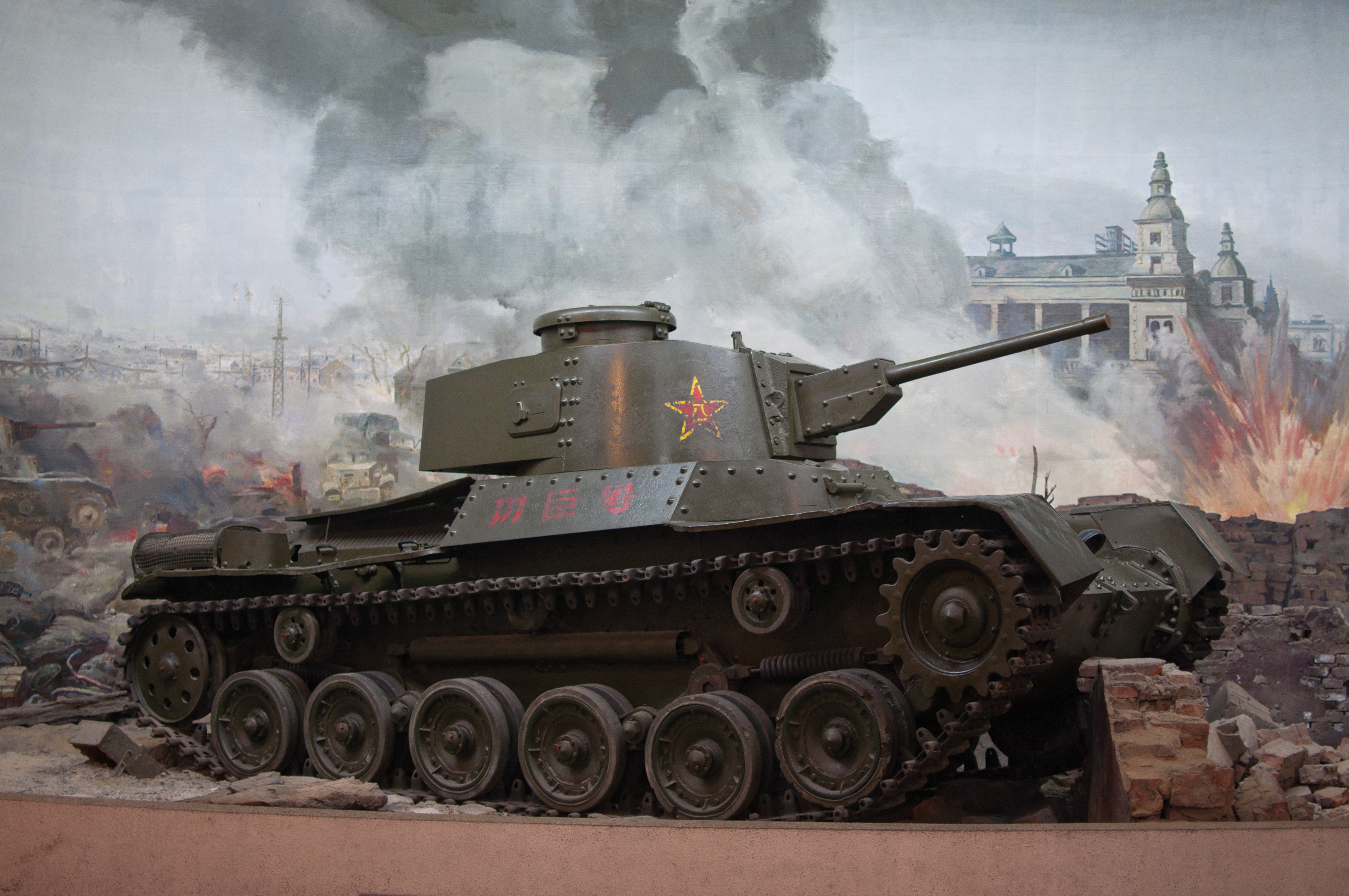
A kínai polgátháború során használt kungcs'en tank a pekingi Hadtörténeti Múzeumban

## Variánsai
Az 1942-ben már-már elavuló harckocsit felszerelték egy új, gyorsabb kezdősebességű főágyúval, valamint az ezt befogadni képes új toronnyal. Ezt a variánst Type 97 Chi-Ha Kai-nak (97-es feljavított harckocsi), vagy ShinHoTo Chi-Ha-nak (97-es új tornyos harckocsi) nevezték. Az újonnan felszerelt ágyú azonos lőszert használt az akkoriban használt japán páncéltörő fegyverekkel, így csereszabatos volt.
A Type 97-es tank platformját továbbá felhasználták önjáró tüzérség, önjáró légvédelmi ágyú és akna-hatástalanító harckocsikhoz is.
A Shi-Ki kódévvel fémjelzett változata volt a 97-es tank parancsnoki változata, módosított toronnyal és a toronyban egy teljes értékű rádióval szerelve. A gépágyúkat a testen rendes 37 vagy 57 milliméteres lövegekre cserélték. A toronyban a rádió által elfoglalt hely miatt felül csak egy vakágyú volt, hogy ne lehessen megkülönböztetni azt a többi páncélostól a harctéren.

## Műszaki adatok

### Tulajdonságok
- Személyzet: 4 fő
- Hossz: 5,50 m
- Szélesség: 2,33 m
- Magasság: 2,21 m
- Hasmagasság: 0,39 m
- Tömeg: ~15000 kg
- Legyártott mennyiség: 2123 darab (összes változat)

### Fegyverzet
- Elsődleges fegyverzet: 97-es típusú 57 milliméteres löveg
- Másodlagos fegyverzet: 2 darab 7,7 mm-es 97-es típusú géppuska
- Lőszer: 120 darab lőszer, ebből 80 nagy robbanóerejű és 40 páncéltörő, valamint 2350 darab géppuskalőszer
- Emelkedési szög: -9° ~ +11°

### Páncélzat
- Frontpáncél: 25 mm
- Oldalpáncél: 20 mm ~ 25 mm
- Hátsó páncélzat: 20 mm
- Lövegpajzs: 25 mm
- Torony eleje: 25 mm
- Torony hátulja: 8 mm
- Torony teteje: 10 mm

### Mozgékonyság
- Motor: Mitsubishi SA12200VD típusú 21700 cm³-es dízelmotor
- Teljesítmény: 170 lóerő
- Fajlagos teljesítmény: 11,3 lóerő/tonna
- Felfüggesztés: szögemelős
- Sebesség: 38 km/h (út) 20 km/h (terep)
- Hatótávolság: 210 km
- Üzemanyag kapacitás: 246 liter

## Rendszeresítő államok
- Japán Birodalom
- Kína
  - Kínai Népi Felszabadító Hadsereg
- Indonézia